# Ziziphus mistol
Ziziphus mistol är en brakvedsväxtart som beskrevs av August Heinrich Rudolf Grisebach. Ziziphus mistol ingår i släktet Ziziphus och familjen brakvedsväxter. Inga underarter finns listade i Catalogue of Life.

## Bildgalleri

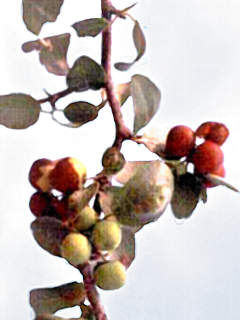